# DJ Jazzy Jeff & the Fresh Prince
DJ Jazzy Jeff & the Fresh Prince era un duo hip hop attivo dal 1987 al 1993, i cui membri erano il disc jockey Jazzy Jeff e l'MC Will Smith (The Fresh Prince).

## Storia
DJ Jazzy Jeff e The Fresh Prince formarono il duo nel 1986; grazie al video del loro primo singolo, Girls Ain't Nothing But Trouble, i due riuscirono a farsi una reputazione attraverso MTV. Questo aiutò il loro primo album Rock the House a vincere il disco d'oro, e di conseguenza la coppia godeva già di una certa popolarità quando uscì il loro secondo lavoro, He's the DJ, I'm the Rapper. Quest'ultimo fu uno dei primi doppi album hip hop della storia, a causa del gran numero di tracce da esso composto (molte infatti mostravano l'abilità di Jazzy Jeff nel turntablism) e fu anche uno dei più popolari di quel periodo, dato che vendette oltre 2,5 milioni di copie dopo che il comico videoclip di "Parents Just Don't Understand" divenne un tormentone di MTV. Il singolo in questione vinse il primo Grammy rap di sempre.
Nonostante fosse pubblicato appena un anno dopo il successo He's the DJ, I'm the Rapper (1989), con il nuovo album And in This Corner... Jeff e Smith non riuscirono a confermarsi per la terza volta, nonostante il disco diventasse d'oro, in parte a causa del singolo di lancio "I Think I Can Beat Mike Tyson", che a quanto pare non si rivelò adatto. L'insuccesso di And in This Corner fu anche dovuto al cambio di mentalità del mondo hip hop, con l'ascesa di gruppi come De La Soul che abbassarono la vena comico-umoristica del pop rap di quel periodo; fortunatamente, le performance di Will Smith nei video del duo tenevano viva la loro popolarità almeno nel piccolo schermo.
Convinti dal carisma e dal potenziale di Smith, i dirigenti della NBC lo contattarono per dargli un ruolo da protagonista in una nuova sit-com, The Fresh Prince of Bel Air (in italiano Willy, il principe di Bel Air); il futuro del duo era quindi in dubbio, ma nel 1991 venne pubblicato Homebase, che fece tornare Jazzy Jeff e The Fresh Prince in cima alle classifiche. Il singolo "Summertime" raggiunse la posizione #4 di Billboard, il migliore risultato del duo, mentre il disco vinse il disco di platino.
L'ultimo album pubblicato dalla coppia fu Code Red nel 1993, seguito dalla separazione dovuta al desiderio di Smith di concentrarsi sulla carriera da attore. Il rapper cominciò poi una carriera da solista, pubblicando Big Willie Style nel 1997.

## Discografia

### Album in studio
- 1987 - Rock the House
- 1988 - He's the DJ, I'm the Rapper
- 1989 - And in This Corner...
- 1991 - Homebase
- 1993 - Code Red

### Raccolte
- 1998 - Greatest Hits
- 2000 - Before The Willennium
- 2003 - Platinum & Gold Collection
- 2006 - The Very Best of DJ Jazzy Jeff and the Fresh Prince

## Premi e riconoscimenti

### American Music Award
| Anno | Nomina                           | Premio                                | Risultato       |
| ---- | -------------------------------- | ------------------------------------- | --------------- |
| 1989 | DJ Jazzy Jeff & the Fresh Prince | Favorite Rap/Hip-Hop Artist           | Vincitore/trice |
| 1989 | He's the DJ, I'm the Rapper      | Favorite Rap/Hip-Hop Album            | Vincitore/trice |
| 1992 | DJ Jazzy Jeff & the Fresh Prince | Favorite Soul/R&B Band, Duo, or Group | Candidato/a     |
| 1992 | DJ Jazzy Jeff & the Fresh Prince | Favorite Rap/Hip-Hop Artist           | Candidato/a     |
| 1992 | Homebase                         | Favorite Rap/Hip-Hop Album            | Vincitore/trice |

### Grammy Award
| Anno | Nomina                        | Premio                                 | Risultato       |
| ---- | ----------------------------- | -------------------------------------- | --------------- |
| 1989 | Parents Just Don't Understand | Best Rap Performance                   | Vincitore/trice |
| 1992 | Summertime                    | Best Rap Performance by a Duo or Group | Candidato/a     |

### MTV Video Music Award
| Anno | Nomina                        | Premio                        | Risultato       |
| ---- | ----------------------------- | ----------------------------- | --------------- |
| 1989 | Parents Just Don't Understand | Best Rap Video                | Vincitore/trice |
| 1989 | Parents Just Don't Understand | Best Direction in a Video     | Candidato/a     |
| 1989 | Parents Just Don't Understand | Best Art Direction in a Video | Candidato/a     |
| 1991 | Summertime                    | Best Rap Video                | Candidato/a     |